# Ann Savage

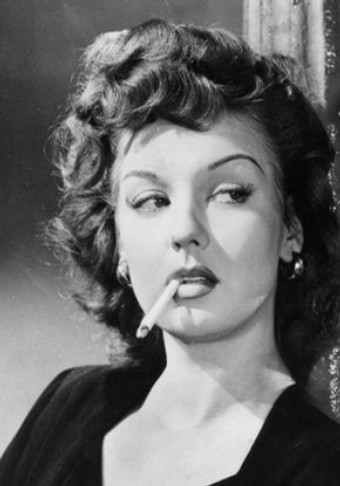
Ann Savage i sin mest kända film, Farlig omväg 1945.

Ann Savage, född 19 februari 1921 i Columbia, South Carolina, död 25 december 2008 i Hollywood, Kalifornien, var en amerikansk skådespelare. Savage spelade på 1940-talet huvudroller i flera amerikanska b-filmer. Hon har sedermera kommit att bli känd för sin roll som den stentuffa och skrupelfria Vera i filmen Farlig omväg, som med åren blivit en uppburen film noir. Hon poserade även som modell för magasinet Yank. Savage gjorde sin sista filmroll i den kanadensiska filmen My Winnipeg 2007.